# Priesendorf
Priesendorf är en kommun och ort i Landkreis Bamberg i Regierungsbezirk Oberfranken i förbundslandet Bayern i Tyskland.
Kommunen ingår i kommunalförbundet Lisberg tillsammans med kommunen Lisberg.